# Marco Valério Messala Barbato
Marco Valério Messala Barbato (em latim: Marcus Valerius Messala Barbatus) foi um senador romano da gente Valéria eleito cônsul em 20 com Marco Aurélio Cota Máximo Messalino. Era filho de Cláudia Marcela Menor, sobrinha de Augusto, e de Marco Valério Messala Apiano. Sua irmã, Cláudia Pulcra, casou-se com o infame Públio Quintílio Varo. Messala é lembrando principalmente por ter sido pai de Messalina, esposa do imperador Cláudio, com Domícia Lépida, a Jovem, tia do futuro imperador Nero. O outro filho do casal, Marco Valério Messala Corvino, foi cônsul em 58.